# Lerista onsloviana
Lerista onsloviana — вид сцинкоподібних ящірок родини сцинкових (Scincidae). Ендемік Австралії.

## Поширення і екологія
Lerista onsloviana мешкають в прибережних районах Західної Австралії в районі затоки Ексмут, від Онслоу до Джиралії і Баррадейла. Вони живуть на прибережних дюнах і серед невисоких чагарникових заростей у внутрішніх районах. Відкладають яйця.